# Micraspis tetraspora
Micraspis tetraspora är en svampart som beskrevs av Graddon 1984. Micraspis tetraspora ingår i släktet Micraspis, ordningen disksvampar, klassen Leotiomycetes, divisionen sporsäcksvampar och riket svampar.   Inga underarter finns listade i Catalogue of Life.